# Licuala mirabilis
Licuala mirabilis là loài thực vật có hoa thuộc họ Arecaceae. Loài này được Furtado mô tả khoa học đầu tiên năm 1940.